# مقاطعات موريتانيا

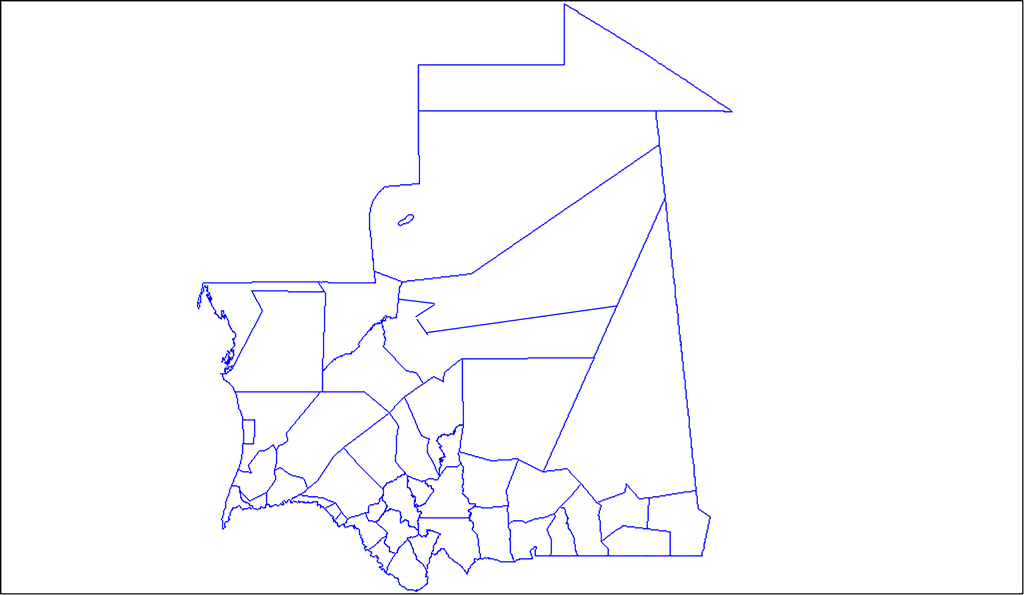
مقاطعات موريتانيا

تنقسم ولايات موريتانيا إلى 44 مقاطعةً تُذكر فيما يلي حسب المنطقة:

## ولاية أدرار

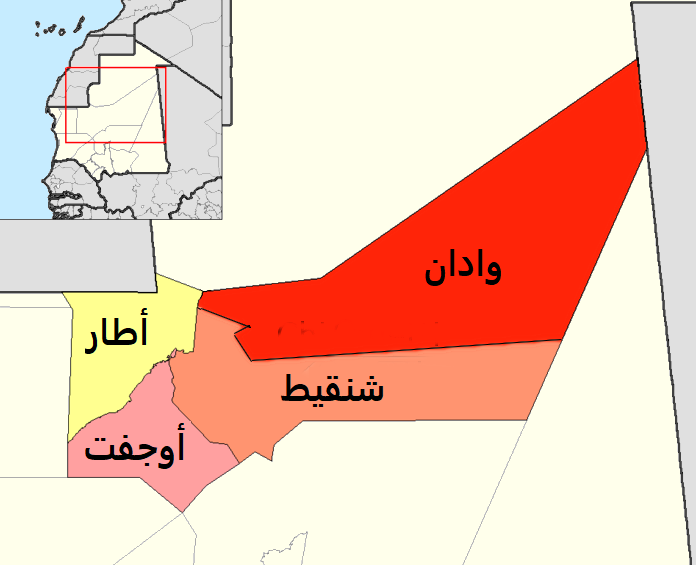
مقاطعات ولاية أدرار موريتانيا

- مقاطعة أطار
- مقاطعة شنقيط
- مقاطعة أوجفت
- مقاطعة وادان

## ولاية لعصابة

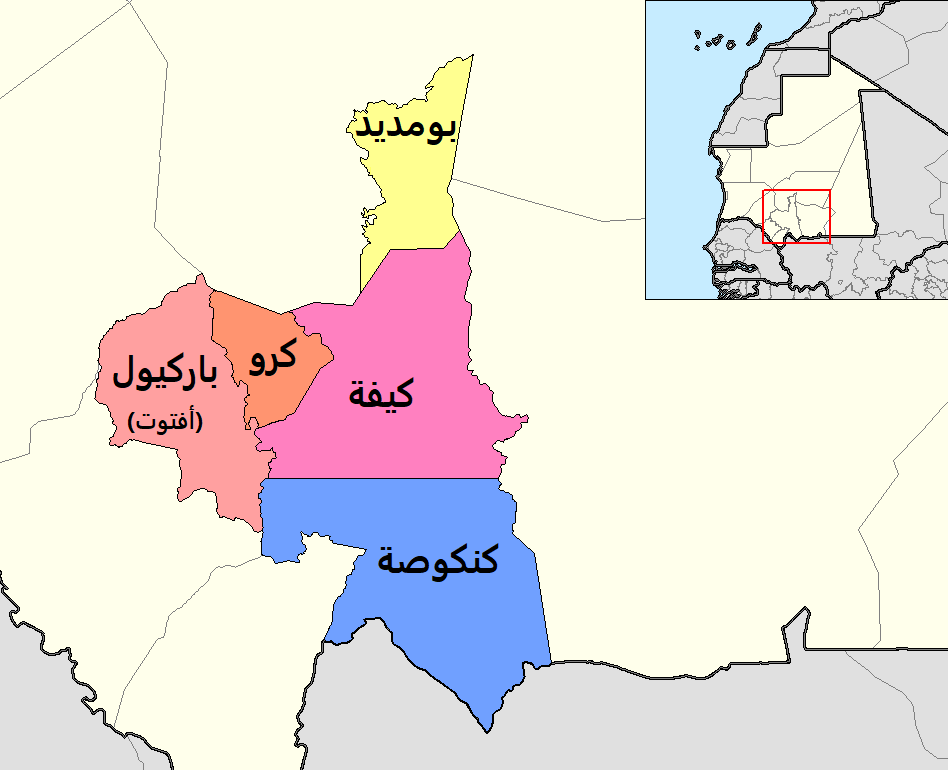
المقاطعات الخمسة في ولاية العصابة في موريتانيا

- مقاطعة باركيول
- مقاطعة بومديد
- مقاطعة كرو
- مقاطعة كنكوصة
- مقاطعة كيفة

## ولاية البراكنة

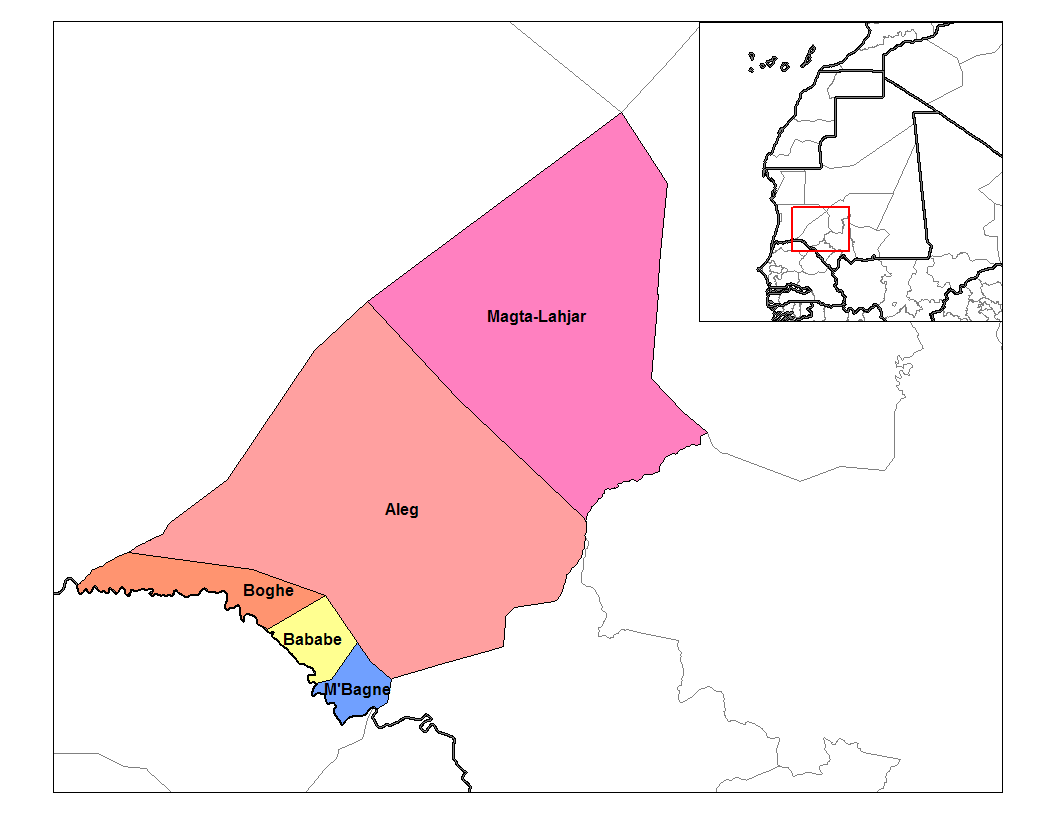
مقاطعات البراكنة

- مقاطعة ألاك
- مقاطعة بابابي
- مقاطعة بوكي
- مقاطعة امباني
- مقاطعة مقطع لحجار

## ولاية داخلة نواذيبو

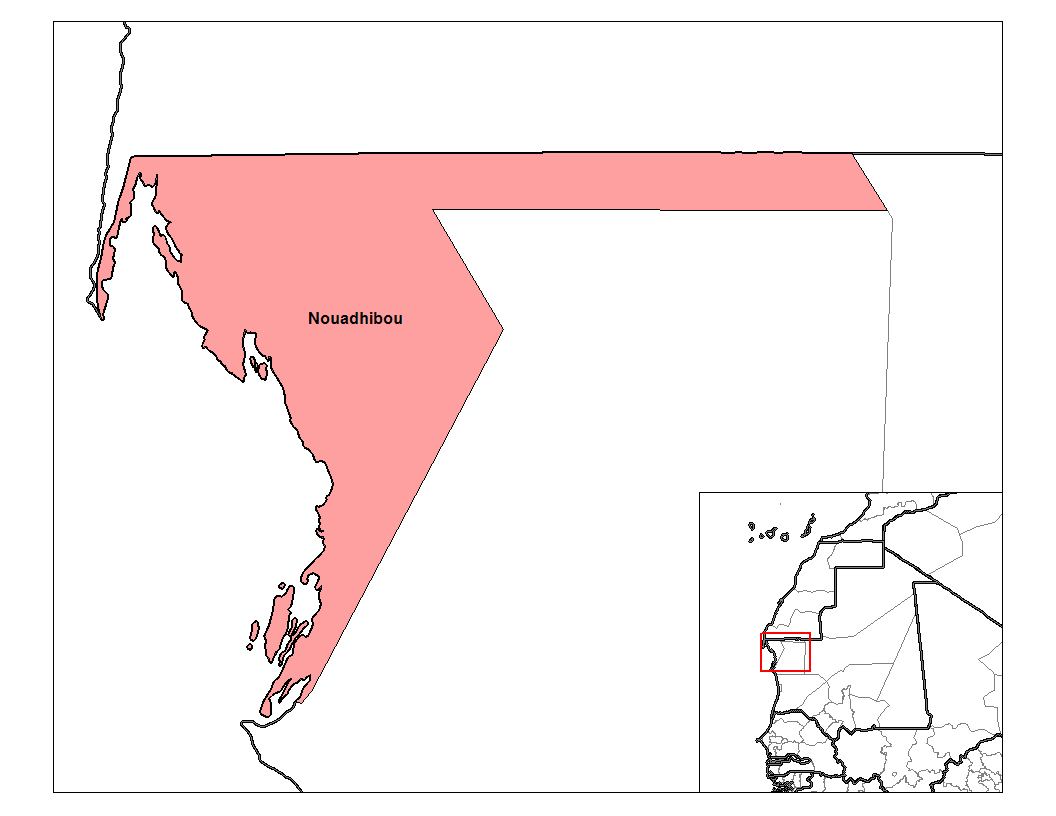
مقاطعة دخلة نواذيبو

- مقاطعة نواذيبو
- مقاطعة الشامي

## ولاية كوركول

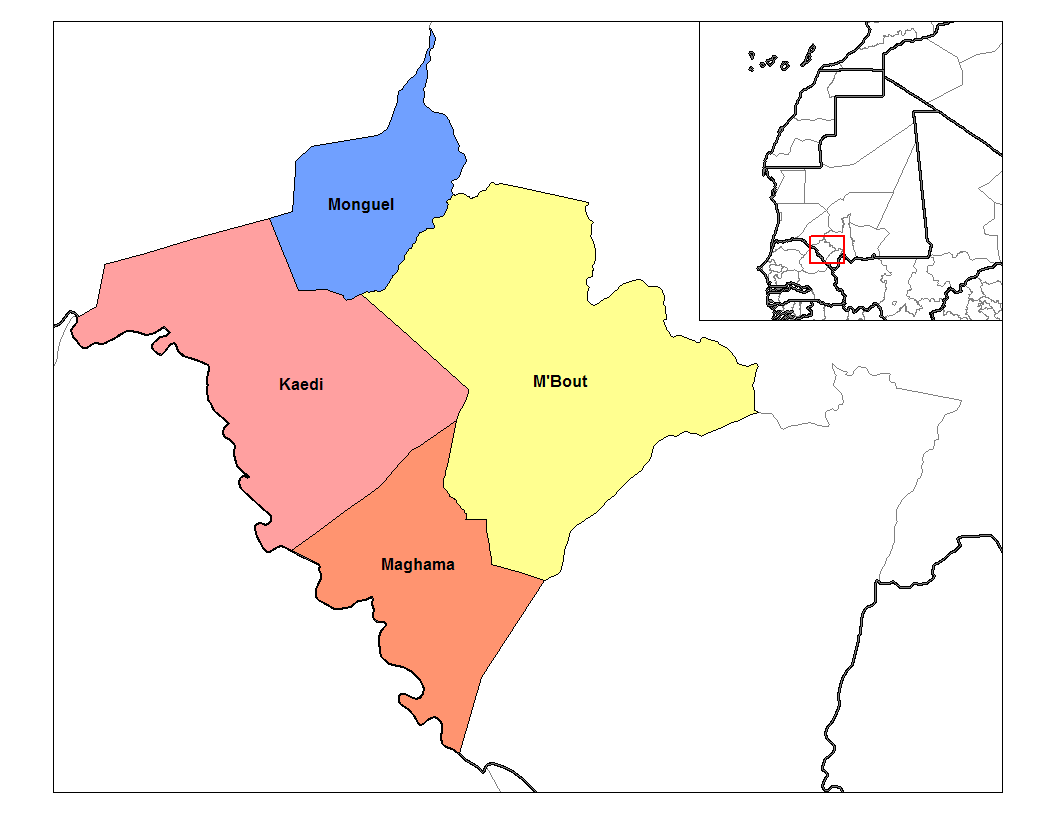
مقاطعات كوركول

- مقاطعة كيهيدي
- مقاطعة امبود
- مقاطعة مقامه
- مقاطعة مونكل

## ولاية كيدي ماغا

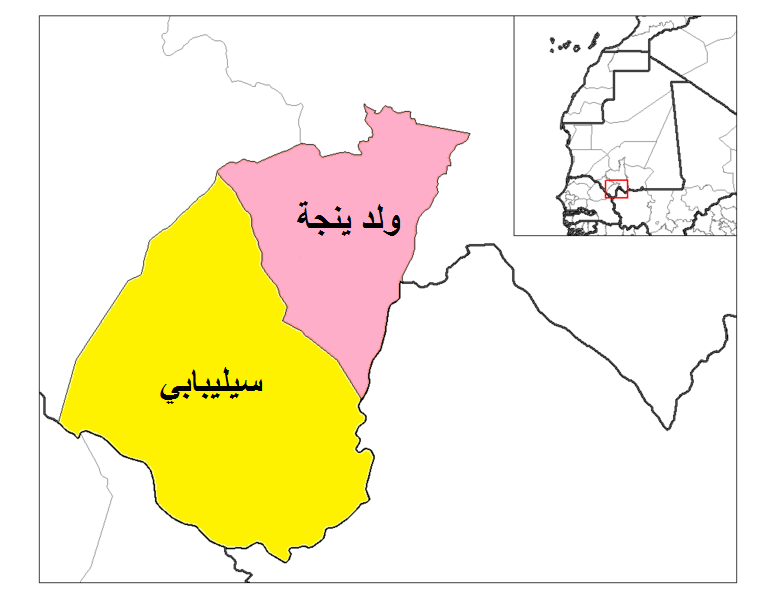
مقاطعات كيدي ماكا

- مقاطعة ولد ينج
- مقاطعة سيليبابي

## ولاية الحوض الشرقي

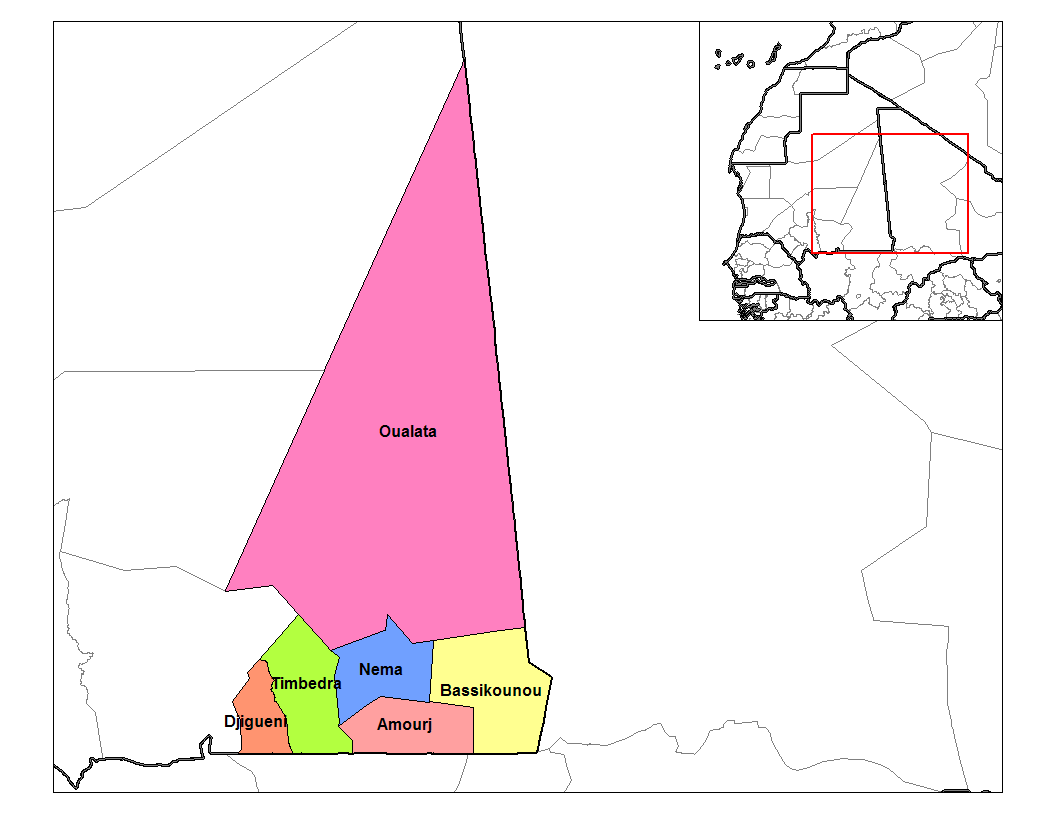
مقاطعات الحوض الشرقي

- مقاطعة امورج
- مقاطعة باسكنو
- مقاطعة جكني
- مقاطعة النعمة
- مقاطعة ولاتة
- مقاطعة تمبدغة

## ولاية الحوض الغربي

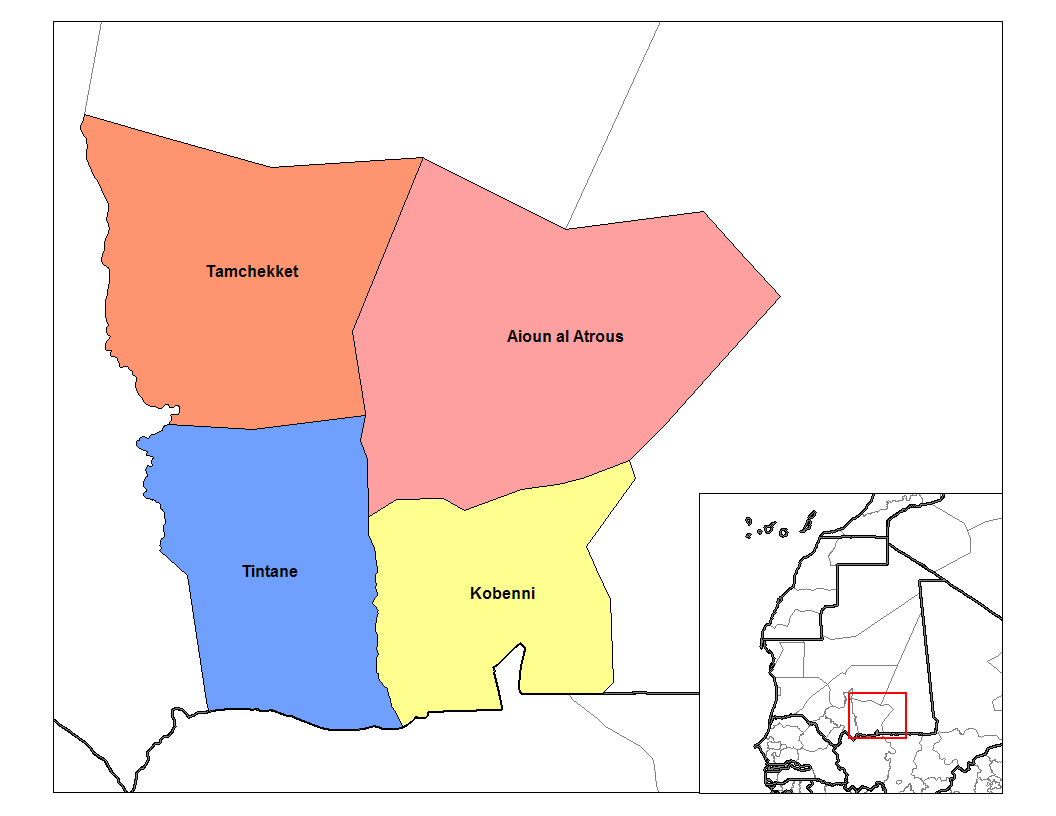
مقاطعات الحوض الغربي

- مقاطعة العيون
- مقاطعة كوبني
- مقاطعة تامشكط
- مقاطعة الطينطان

## ولاية إينشيري

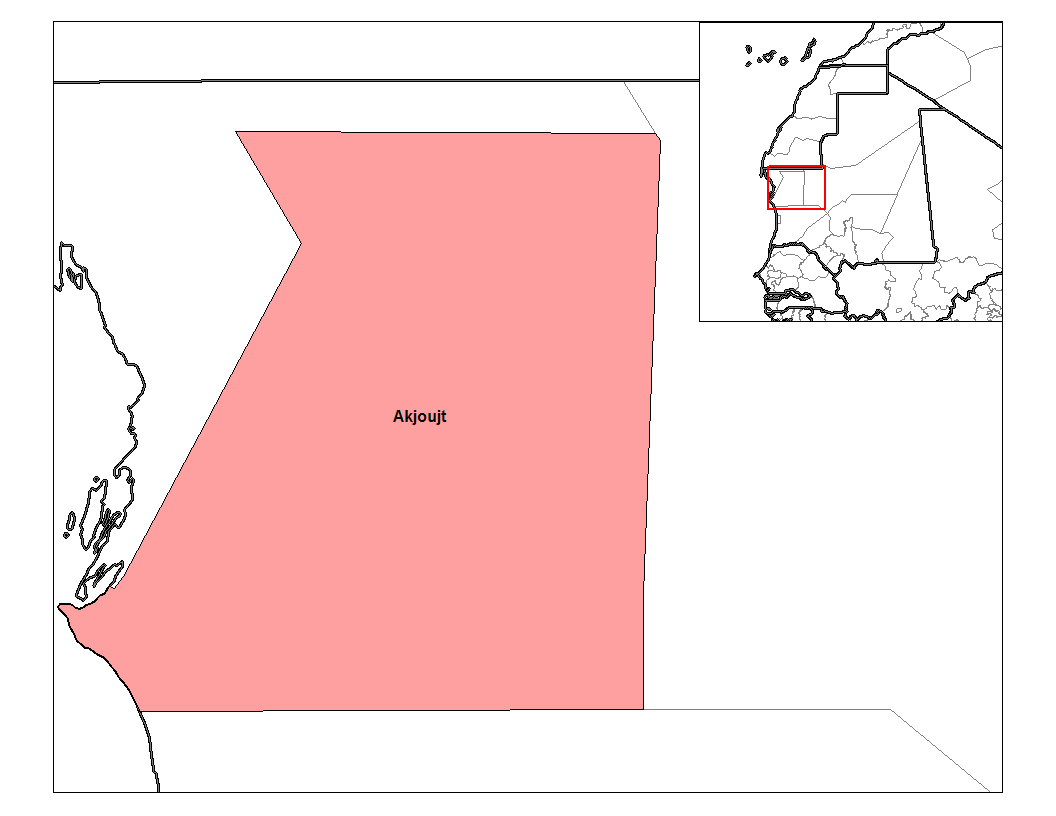
مقاطعات انشيري

- مقاطعة أكجوجت
- مقاطعة بنشاب

## ولاية نواكشوط الشمالية
- مقاطعة دار النعيم
- مقاطعة تيارت
- مقاطعة توجنين

## ولاية نواكشوط الغربية
- مقاطعة لكصر
- مقاطعة السبخة
- مقاطعة تفرغ زينة

## ولاية نواكشوط الجنوبية
- مقاطعة عرفات
- مقاطعة الميناء
- مقاطعة الرياض

## ولاية تكانت

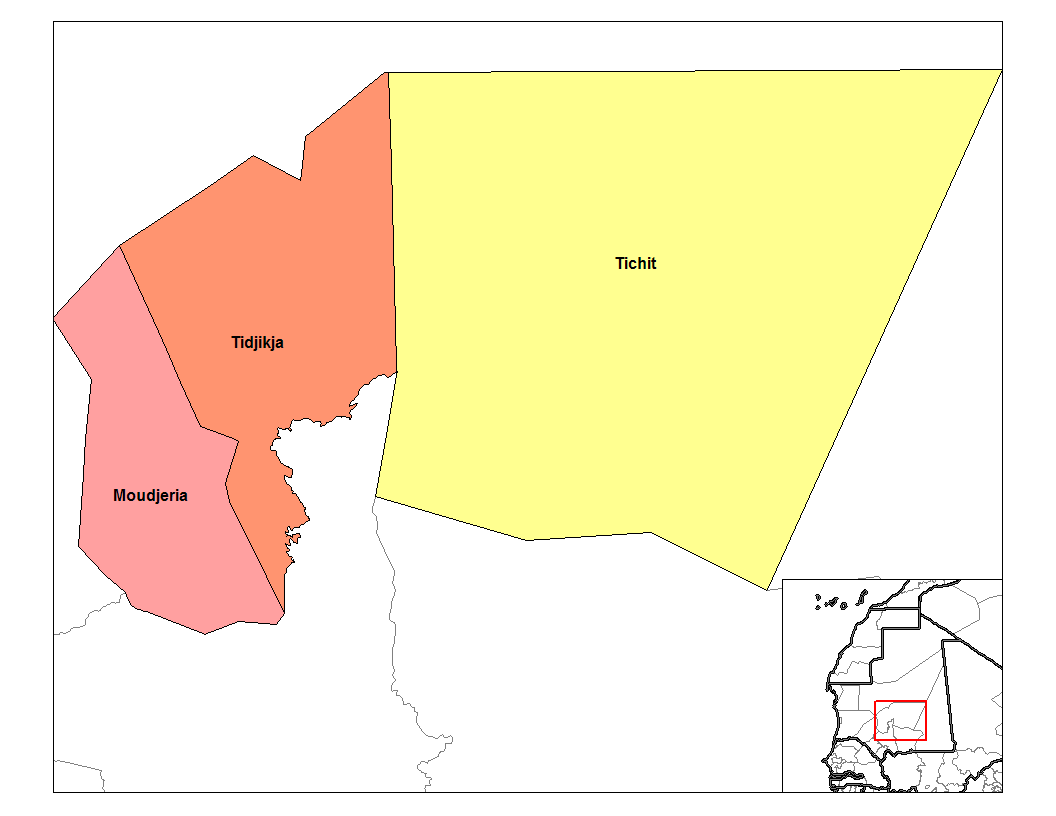
مقاطعات تكانت

- مقاطعة المجرية
- مقاطعة تيشيت
- مقاطعة تجكجة

## ولاية تيرس زمور

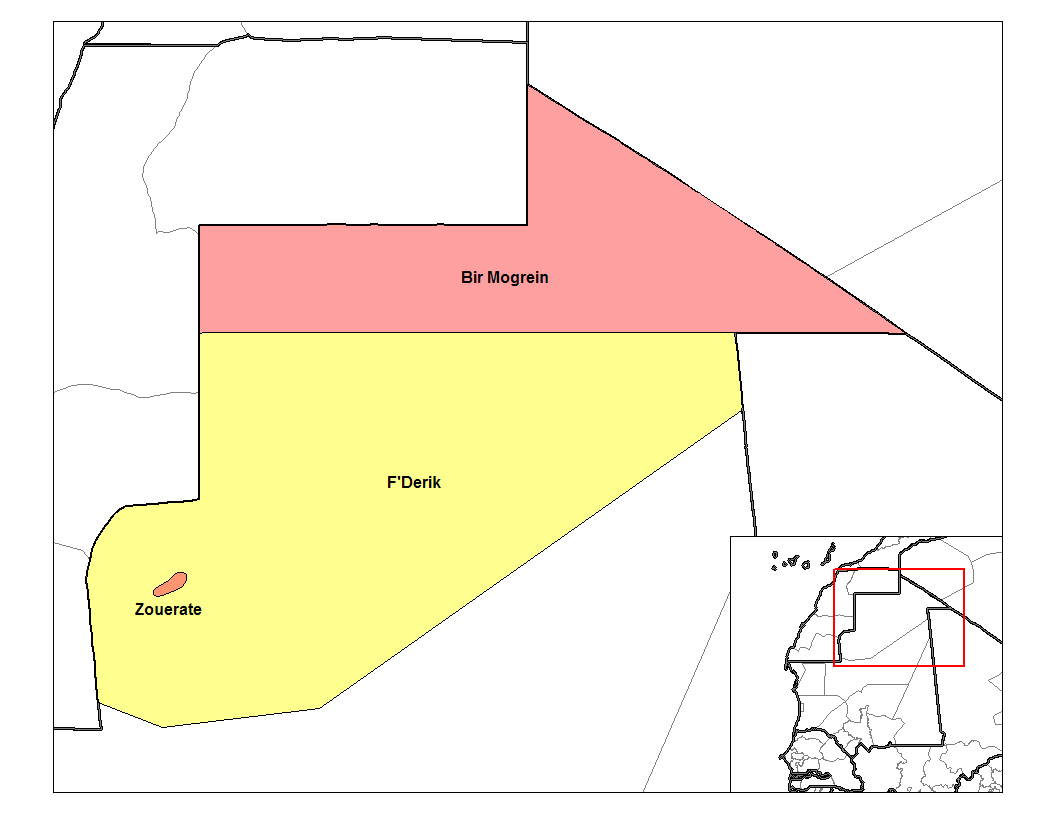
اقسام تيريس زمور

- مقاطعة بير أم اكرين
- مقاطعة فديرك
- مقاطعة الزويرات

## ولاية الترارزة

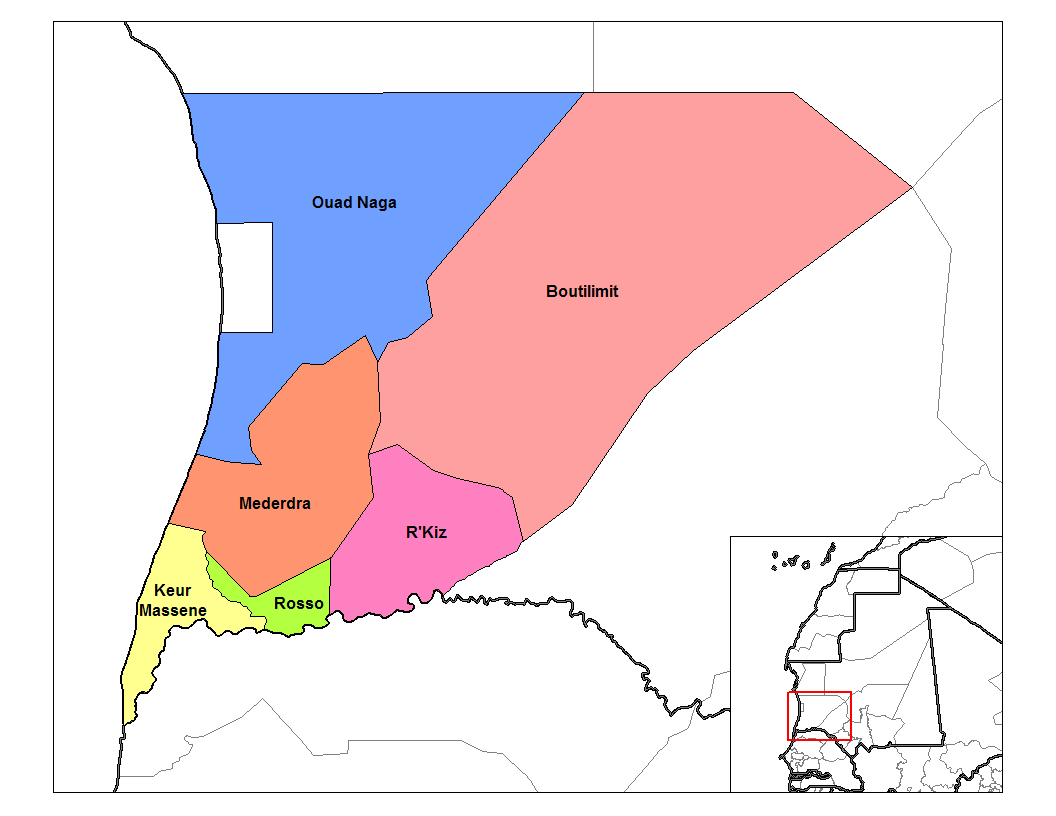
مقاطعات ترارزا

- مقاطعة بوتلميت
- مقاطعة كرمسين
- مقاطعة المذرذره
- مقاطعة واد الناقة
- مقاطعة الركيز
- مقاطعة روصو